# Edward Alkśnin
Edward Alkśnin (ur. 2 października 1954 w Dukielach, ZSRR) – polski judoka, trener, medalista mistrzostw Europy, olimpijczyk.

## Kariera sportowa
Urodzony 2 października 1954 w Dukielach, syn Stanisława i Julii, absolwent I Liceum Ogólnokształcącego w Białymstoku (1973) i wrocławskiej AWF (1987), gdzie otrzymał tytuł magistra wf i uprawnienia trenera II kl. w judo.

Startował w barwach Jagiellonii Białystok, AZS Warszawa oraz Gwardii Wrocław. W 1980 reprezentował Polskę na Letnich Igrzyskach Olimpijskich w Moskwie. Zdobył dwa medale na Mistrzostwach Europy w roku 1975 indywidualnie w kategorii 63 kg oraz w drużynie.
Wielokrotny medalista mistrzostw Polski:
- złoty w roku 1978 w kategorii 65 kg;
- srebrny w latach 1980, 1981, 1982 (w kategorii 71 kg);
- brązowy w latach 1976 (w kategorii 63 kg), 1979 (w kategorii 65 kg).